# Чен Фейї
Чен Фейї (6 січня 1991) — китайський плавець.
Учасник Олімпійських Ігор 2012 року, де у своєму півфіналі на дистанції 100 метрів на спині посів 3-тє місце, а потім у фіналі - 8-ме.